# Kutas
Kutas là một thị trấn thuộc hạt Somogy, Hungary. Thị trấn này có diện tích 36,55 km², dân số năm 2010 là 1503 người, mật độ 41 người/km².